# Heping
Heping léase Jo-Ping (en chino simplificado, 和平区; pinyin, Hépíng qū lit: 'distrito paz') es un distrito urbano bajo la administración directa de la subprovincia de Shenyang. Se ubica en la provincia de Liaoning, noreste de la República Popular China. Su área es de 59 km² y su población total para 2010 superó los 600 mil habitantes.

## Administración
El distrito de Heping se divide en 10 pueblos que se administran en subdistritos.